# Microula forrestii
Microula forrestii là loài thực vật có hoa trong họ Mồ hôi. Loài này được (Diels) I.M. Johnst. mô tả khoa học đầu tiên năm 1928.